# Trichoglottis triflora
Trichoglottis triflora là một loài thực vật có hoa trong họ Lan. Loài này được (Guillaumin) Garay & Seidenf. miêu tả khoa học đầu tiên năm 1972.